# مراقبت ملال‌انگیز
مراقبت ملال‌انگیز (انگلیسی: Dull Care) یک فیلم کمدی صامت کوتاه آمریکایی به کارگردانی لری سمون است که در سال ۱۹۱۹ منتشر شد. 
از بازیگران این فیلم می‌توان به اولیور هاردی، لری سمون، فرانک الکساندر، ال تامپسون، لوسیل کارلایل و ویلیام هابر اشاره کرد.